# Ivica Janićijević
Ivica Janićijević, cyr. Ивица Јанићијевић (ur. 21 października 1975 w Prisztinie, Jugosławia) – serbski piłkarz, grający na pozycji pomocnika.

## Kariera piłkarska

### Kariera klubowa
W 1996 rozpoczął karierę piłkarską w miejscowym klubie FC Prishtina. Latem 1999 przeniósł się do FK Beograd. W drugiej połowie 2001 występował w klubie OFK Beograd, skąd podczas przerwy zimowej sezonu 2001/02 przeszedł do Karpat Lwów. 18 maja 2002 zadebiutował w koszulce Karpat. Latem 2003 wyjechał do Korei Południowej, gdzie podpisał kontrakt z azjatyckim klubem.